# الدوري الأمريكي لكرة السلة للمحترفين 2013–14
الدوري الأمريكي لكرة السلة للمحترفين 2013–14 (بالإنجليزية: 2013–14 NBA season)‏ هو الموسم 68 من  الرابطة الوطنية لكرة السلة. أقيم خلال الفترة 29 أكتوبر 2013 وحتى 15 يونيو 2014، وأشرف على تنظيمه الرابطة الوطنية لكرة السلة.